# Martha Köppen-Bode
Martha Hildegunde Köppen-Bode (* 30. November 1866 in Aurich-Oldendorf; † 3. Juni 1958 in Loga (heute ein Stadtteil von Leer)) war eine deutsche Schriftstellerin und Politikerin. In der Zeit von 1907 bis 1927 veröffentlichte sie insgesamt fünf Heimatromane und schrieb zahlreiche Gedichte und Theaterstücke. Bekannt wurde sie vor allem durch ihr 1907 erschienenes Erstlingswerk Leute vom Moorrand. Damit wurde sie im ersten Drittel des 20. Jahrhunderts zu einer beliebten und viel gelesenen Autorin in Ostfriesland. Als Pastorenfrau engagierte sie sich in Warsingsfehn für Frauen und Mädchen. 1905 gründete sie in Warsingsfehn den ersten Jungfrauenverein und leitete den vaterländischen Frauenverein. Auch politisch war sie aktiv. 1932 kandidierte sie auf einer Liste der protestantisch-konservativen Partei Christlich-Sozialer Volksdienst (CSVD) für den preußischen Landtag. In der Zeit des Nationalsozialismus schloss sich Martha mit ihrem Ehemann der Bekennenden Kirche an.

## Leben
Martha Köppen-Bode wurde am 30. November 1866 als drittes Kind des Pastors, Superintendenten und Kreisschulinspektors Diedrich W. Bode und seiner Ehefrau Margarethe, geborene Siefkes, im Pfarrhaus von Aurich-Oldendorf geboren. Sie hatte fünf Geschwister. Wilhelmine Siefkes, mit der sie über ihre Mutter verwandt war, war ihre Kusine. Das Verhältnis der beiden Schriftstellerinnen war aber wohl angespannt.
In Aurich-Oldendorf wuchs sie nach eigener Auskunft in „herzlicher dörflicher und gemeindlicher Volksverbundenheit“ auf. Ihre Eltern schickten sie bereits zur Volksschule, wo sie sich zu einer guten Schülerin entwickelte und vor allem die Musik liebte. Auch das Schreiben entdeckte sie schon früh für sich: Ihre ersten Gedichte und Geschichten verfasste sie in jungen Jahren. Ihre schriftstellerische Begabung, so glaubte sie, habe sie von ihrem Vater geerbt.
Martha blieb bis zu ihrem 34. Lebensjahr ledig. Im Jahre 1900 heiratete sie den verwitweten Pastor Paul Köppen und zog zu ihm in das Pfarrhaus nach Warsingsfehn, wo die beiden bis zu seiner Versetzung in den Ruhestand 1942 lebten. Kinder hatte das Paar keine. 1921 adoptierten die beiden den Sohn des Missionars Rudolf Schomerus (einen Bruder des Missionars Hilko Wiardo Schomerus), der mit Marthas Schwester Gesine verheiratet und am 9. April 1913 im indischen Pandur an Typhus gestorben war. Gesine war es wohl auch, die Martha zum Schreiben motivierte. Ihre Schwester war mit ihrem Mann nach Indien gegangen und litt dort unter starkem Heimweh, das Martha dadurch zu lindern versuchte, indem sie ihr kleine Geschichten über das Leben in der ostfriesischen Heimat schrieb. Die dabei skizzierten Szenen tauchten später auch in ihren Werken auf.
Wie ihr Mann stand auch Martha dem Pietismus und der Inneren Mission sehr nahe. Ihr Mann hatte Teile des Alten Testaments ins Plattdeutsche übersetzt und war in der Seemannsmission aktiv. Sie engagierte sich in der kirchlichen Jungmädchenarbeit und gründete dafür 1905 den ersten Jungfrauenverein in Warsingsfehn. Später war sie als Schriftführerin im Vorstand des Verbandes der evangelischen Jungmädchenvereine Ostfrieslands aktiv. Als erste Vorsitzende des Vaterländischen Frauenvereins setzte sie sich für die Einstellung einer Gemeindeschwester ein. Als deren Hauptaufgabe sah sie die Krankenpflege und die Linderung von Notständen. Am 20. November 1913 bestellte sie der Kreis Leer zur Kreisjugendpflegerin. In dieser nebenamtlichen Funktion wurde sie am 14. November 1920 im Amt bestätigt. 1916 wurden ihr zusätzlich die Kreise Emden und Weener zugewiesen. Im selben Jahr wurde sie zudem zur nebenamtlichen Bezirksjugendpflegerin im Regierungsbezirk Aurich. Ihr Engagement für die Jugend war dabei überregional. Im September des Jahres lud sie insgesamt 700 Kinder aus Gelsenkirchen, die an ihrem Heimatort während des Ersten Weltkrieges an Hunger litten, zu einem „Erholungsurlaub“ nach Ostfriesland ein.
Auch politisch war sie aktiv. 1932 kandidierte sie auf einer Liste der protestantisch-konservativen Partei Christlich-Sozialer Volksdienst (CSVD) für den preußischen Landtag.
In der Zeit des Nationalsozialismus trat sie bei der Neuwahl der Kreisjugendpfleger am 27. Mai 1933 nicht mehr an, obwohl sie die neuen Machtverhältnissen zunächst „in froher Dankbarkeit“ betrachtete. Wenig später schloss sich Martha mit ihrem Ehemann der Bekennenden Kirche an. Im Kirchenkampf verweigerte Paul Köppen den Deutschen Christen 1938 den Zutritt zu seiner Kanzel. Daraufhin denunzierte ihn ein Mitglied des Kirchenrats. Paul wurde anschließend von der Gestapo verhört.
1942 trat ihr Mann in den Ruhestand. Das Paar verließ daraufhin Warsingsfehn und zog in ein neu erbautes Haus in Loga, das sich noch heute in Familienbesitz befindet. Dort starb Martha Köppen 91-jährig am 3. Juni 1958, etwa ein Jahr vor ihrem Mann.

## Schaffen
Im ersten Drittel des 20. Jahrhunderts war Martha Köppen-Bode, die als Schriftstellerin ihrem Familiennamen den Geburtsnamen Bode anhängte, eine beliebte und viel gelesene Autorin in Ostfriesland. Ihre Werke waren durch ihre Heimatliebe, die christliche Tradition des Elternhauses und den Naturalismus geprägt. Insgesamt veröffentlichte Martha-Köppen-Bode vier Romane, ein Theaterstück sowie zahlreiche weitere Publikationen und Gedichte.
In ihren literarischen Werken beschrieb sie das Leben der Fehntjer um 1900. Darin thematisierte sie aktuelle Probleme wie Alkoholsucht, Ehekrisen, aber auch Möglichkeiten, sich zu emanzipieren. In den Dialogen verwendete sie die plattdeutsche Sprache bewusst, um ein möglichst realistisches Bild der handelnden Personen zu zeichnen. Ein Kritiker lobte die „Heimattreue“ und „tiefste Frömmigkeit“ ihres Erstlingswerks. Der Heimatforscher Hinrich Koch aus Heidelberg empfahl ihre Romane in einer Buchbesprechung „zur Grundlage des Studiums für Sitten, Gebräuche und Gewohnheiten.“
Bekannt wurde sie vor allem durch ihr 1907 in Berlin erschienenes Erstlingswerk Leute vom Moorrand. Es wurde ihr erfolgreichstes Buch. Danach erschienen „Heimat. Eine Bauerngeschichte aus Ostfriesland“ (1912), „Ulfert Remmers. Ein Lebensbild“ (1919), „Ginster. Sechs plattdeutsche Erzählungen in ostfriesischer Mundart“ (1922) sowie „Folkert und Frauke“ (1927). Ein Roman, den sie 1946/1947 unter dem Titel „Großmutter auf der Mühle“ verfasste, blieb unveröffentlicht. Das maschinenschriftliche Manuskript ist in der Landschaftsbibliothek in Aurich einsehbar.
Ihr letztes Werk war ein genealogisches Werk zur Familie ihrer Mutter, der Familie Siefkes aus Detern, das aber nicht im Original, sondern nur in einer englischen Übersetzung vorliegt. Noch als 90-Jährige hatte Martha Köppen-Bode es auf Bitten eines Verwandten aus Frankfurt, der die Familiengeschichte für die Nachkommen der Familie Siefkes in den USA niederschreiben wollte, verfasst. Über ihre schriftstellerische Tätigkeit verfasste Martha Köppen-Bode ein Gedicht:
Was sich im Kopfe nicht halten lässt,
die leichte Feder, sie hält es fest.
Ich habe fleißig niedergeschrieben,

nun ist es für alle Zeiten geblieben

## Werke
- Leute vom Moorrand. 1907, Neuauflagen 1934 und 1983.
- Heimat – Eine Bauerngeschichte aus Ostfriesland. 1912.
- Ulfert Remmers – Lebensbild von den ostfriesischen Fehnen. 1919.
- Ginster – Sechs plattdeutsche Erzählungen in ostfriesischer Mundart. 1922.
- Folkert und Frauke. 1927.

## Nachwirkung
Nach ihrem Tod geriet Martha Köppen-Bode zunächst in Vergessenheit. 2015 wurde im Rahmen der „Luther in Emden“-Ausstellung in der Johannes a Lasco Bibliothek in Emden an sie erinnert. Im Januar 2016 gründete sich in Moormerland der Arbeitskreis „Spurensuche Martha Köppen-Bode“, um das Leben von Martha Köppen-Bode zu würdigen, ihre Bücher wieder in Erinnerung zu bringen und sie als sechste Frau in Ostfriesland in die Liste der niedersächsischen Initiative „frauenORTE“ aufzunehmen.